# Gary Nicholson
Gary Nicholson es un cantante, productor y compositor estadounidense, conocido principalmente por su trabajo en la música country. Ha ganado dos Grammy por su trabajo como productor con Delbert McClinton en los álbumes Nothing Personal (2001) y The Cost of Living (2006).

## Biografía
Nicholson empezó a tocar música en su adolescencia, participando en bailes de instituto y en reuniones de veteranos de guerra. Acudió a la Universidad del Norte de Texas, donde formó una banda. Más tarde tocó con Delbert McClinton. Uno de sus primeras grabaciones fue "Jukebox Argument", cantado por Mickey Gilley en la película Urban Cowboy.
Nicholson se trasladó a vivir poco después a Nashville, Tennessee. Durante este periodo, continuó actuando como guitarra de sesión, tocando para artistas cuando Billy Joe Shaver y Guy Clark.
En 1983, firmó un contrato editorial con Tree Publishing (ahora Sony/ATV Music Publishing). Consiguió su primer número uno en 1984 con la canción "That's the Thing About Love", grabada por Don Williams.  Consiguió otro número uno en 1993 con "One More Last Chance" grabada por Vince Gill.
Nicholson ha grabado con una larga lista de músicos en la que se incluyen Vince Gill, Patty Loveless, Charley Orgullo, Gail Davies, Waylon Jennings, Graham Brown, Seth Walker y Montgomery Gentry.
Fue nominado al Salón de la Fama de Compositores de Nashville en 2006 e incluido en el Texas Heritage Songwriters Hall of Fame en 2011. También ganó varios premios ASCAP.
Ha producido discos para The Judds, T. Graham Brown, Pam Tillis, Wynonna Judd y más. En la actualidad, continúa trabajando en su compañía editorial familiar Nicholson Music Group y actúa como su alter ego de blues Whitey Johnson.

## Discografía
| Año  | Álbum                                      | Compañía             |
| ---- | ------------------------------------------ | -------------------- |
| 1971 | Uncle Jim's Music - Uncle Jim              | Kapp                 |
| 1972 | Uncle Jim's Music - There's A Song In This | Kapp                 |
| 2000 | Gary Nicholson - The Sky Is The Limit      | Gary Nicholson       |
| 2000 | Fortunate Sons - Fortunate Sons            | Fortune              |
| 2008 | Whitey Johnson - Whitey Johnson            | Palo Duro            |
| 2010 | Gary Nicholson - Nashville Songbook        | Fearless Recordings  |
| 2011 | Gary Nicholson - Texas Songbook            | Bismeaux Productions |